# Zofia Czajkowska
Zofia Czajkowska (Tarnów, 4 de agosto de 1905 - Tarnów, abril de 1978) fue una música polaca, conocida por ser la primera directora de la Orquesta de Mujeres de Auschwitz en 1943. Sobrevivió a los campos de concentración.
Czajkowska, profesora de música en Tarnów, fue deportada a Auschwitz en 1942 como prisionera política. Un año después, se convirtió en la líder de la naciente orquesta de mujeres. Durante sus cuatro meses en ejercicio, integra a mujeres de todos los niveles, algunas inexpertas, incluso sin saber tocar, salvándoles la vida. La orquesta tenía un nivel rudimentario y un repertorio débil, lo que provocó su sustitución en agosto de 1943 por la austriaca Alma Rosé.
Se convirtió en la líder del Block y tocó en la orquesta de violín y piano hasta su cierre en octubre de 1944. En enero y febrero de 1945 fue deportada a Ravensbrück y luego a Neustadt-Glewe, hasta la liberación del campo en mai 1945.

## Trayectoria
Zofia Czajkowska, apellidos escrito a veces como Cjakowska, Tschajkovska o Tchaikoswka, nació el 4 de agosto de 1905 en Tarnów, capital de distrito situada al este del voivodato de Pequeña Polonia. Era hija de Mariana Adrian, nacida en 1870 en Nowa Cerkiew, y de Piotr Czajkowsk, nacido en 1860 en Olbierzowic.
Antes de la guerra era profesora de música, aunque algunas fuentes afirman que tenía pocos conocimientos musicales. Se la describe como alguien que no tiene ningún talento en particular.
En 1940 se instaló en Tarnów, donde trabajó en la Escuela Nacional de Comercio Fue tomada prisionera por los alemanes el 19 septembre 1940 cuando la escuela cerró. Fue detenida en la prisión de Tarnów, donde fue torturada. Czajkowska tenía treinta y ocho años cuando fue deportada al campo de concentración y exterminio de Auschwitz el 27 de abril de 1942 desde Tarnów, como prisionera política no judía.

## Dentro de la Orquesta de Mujeres
Cuando en abril de 1943 se formó una orquesta en el campo de mujeres por Aufseherin y comandante en jefe del campo Maria Mandl, y el SS - Obersturmführer Franz Hössler, Czajkowska se ofreció voluntaria para ser su directora. Al convertirse en kapo, proporcionó un vínculo vital con la administración del campamento. La apodaron «Pani Zofia».
La orquesta originalmente tenía seis miembros — Una ucraniana y cinco polacas, antes de que se abriera el acceso a las mujeres judías en mayo y el número de músicas aumentara a veinte, de varias nacionalidades, a finales de junio. Bastaba con tener conocimientos básicos de un instrumento. Algunas apenas sabían tocar. Czajkowska intentó salvar las vidas de otras mujeres que no tocaban instrumentos ni eran cantantes, obligándolas a convertirse en copistas. Así, cuando se formó el grupo en abril, dos prisioneras del mismo convoy que Czajkowska se unieron a ella sin saber tocar ningún instrumento. El conjunto tocaba diariamente al aire libre para la llegada y salida del co dando de trabajo y, a veces, para los prisioneros enfermos, con un pobre repertorio. Sus instrumentos procedían de los almacenes del campo, donde eran confiscados a los prisioneros a su llegada.

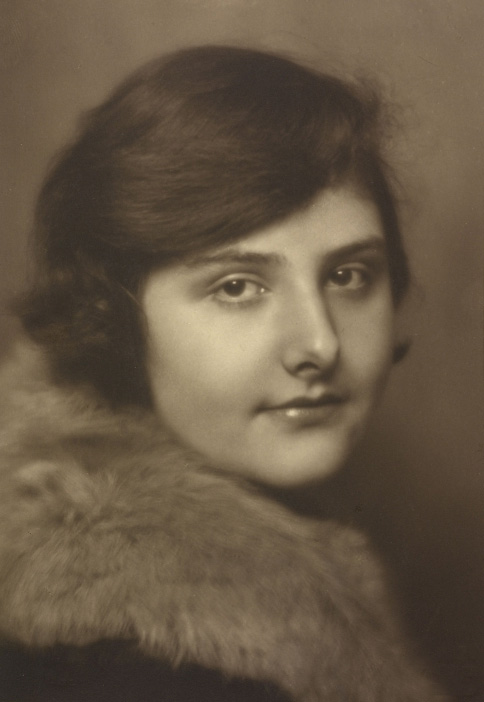
Retrato de Alma Rosé antes de la guerra.

Cuatro meses después de la fundación de la orquesta, en agosto de 1943, Maria Mandl reemplazó a Czajkowska por Alma Rosé, música austríaca mejor cualificada y directora experimentada. Esta última mejoró el nivel y el repertorio de la orquesta, y de hecho aumentó las posibilidades de supervivencia de sus miembros.
Czajkowska se unió entonces a la orquesta como pianista y violinista.  A pesar de su degradación, seguía estando bien considerada en el grupo. Ocupó el cargo de Jefa Block (Blockalteste), y fue la intérprete de polaco de su sucesora. Fue ella quien anunció a sus compañeros la muerte de Alma Rosé en abril de 1944, siendo,reemplazada por la pianista rusa Sonia Vinogradova.
La orquesta de mujeres se clausuró en octubre de 1944.  Las miembros judías del conjunto fueron deportadas el 11 de noviembre de 1944 a Bergen-Belsen. Con otras once mujeres de la orquesta — Jadwiga Kollak, Esther Bejarano, Helena Dunicz-Niwinska, Irena Lagowska, Irena Walaszczyk, Kazimiera Malys, Józefa María Bielakowska, María Langenfeld, María Moš, Jadwiga Zatorska y Zofia Czajkowska - fue deportada el 18 de enero de 1945 al campo de concentración de Ravensbrück, luego al de Neustadt-Glewe, un campo satélite erigido a finales de 1944 y ubicado en Mecklemburgo-Pomerania Occidental, en el oeste de Alemania, el 13 de febrero de 1945 — con Jadwiga Kollak, Helena Dunicz-Niwińska, Józefa Maria Bielakowska, Maria Langenfeld, Jadwiga Zatorska y Zofia Cykowiak —. Fueron liberadas el 2 de mayo de 1945  por el Ejército Rojo.
Después de la liberación, Czajkowska se instaló en Polonia. Murió en abril de 1978 en Tarnów.